# 美音 (ONE PIECE)
美音（日语： Uta）是尾田榮一郎創作的日本漫畫《ONE PIECE》其衍生作品的一個虛構角色，初次登場於劇場版《紅髮歌姬》。美音是世界聞名的歌姬，為傑克的養女、魯夫的兒時玩伴，「歌歌果實」的能力者。外貌特徵是有著右邊紅色和左邊淺粉色兩種顏色的馬尾辮，穿著一件白色短裙，還戴著一副耳機。
2022年11月，宣布出席多場舞台表演，會以新服裝亮相，2022 FNS歌謠祭 第2夜、Jump Festa 2023、第73回紅白歌唱大賽，也是首次有動畫人物作為紅白的歌手出席。

## 設計
美音是因為「魯夫與傑克」而誕生所設計出來的，因為也是原作連載25週年的電影版。

### 配音
美音為兩人飾演一角，分別由名塚佳織擔任配音部分，Ado擔任歌唱部分，Ado為《紅髮歌姬》負責演唱主題曲和劇中歌曲，一共七首歌曲。
名塚在知道歌唱部分是由Ado擔任後感到很興奮，參考了Ado作為美音唱歌時候的音域；Ado認為在名塚飾演的美音後，出現自己的歌聲，然後又回到是名塚的台詞，覺得美音是一個偉大的角色。

## 劇中表現
美音的故鄉遭到海賊襲擊，其雙親也因此罹難而被擄走，後來紅髮海賊團和海賊戰鬥取得勝利，在傑克奪取海賊的寶藏後，在某個寶箱中發現了2歲的美音，後來傑克決定將她當作自己的女兒撫養，後來在紅髮海賊團的船上長大並自稱自己是船上的音樂家。
某個時候，美音成為超人系「歌歌果實」能力者，此後她能藉由歌唱發動能力，將聽到歌聲的人的意識拉進與現實世界完全相同的虛擬空間「歌世界」中，在歌世界中她是無所不能的，可以做到任何她想做的事情。但作為維持能力運行的副作用，體力消耗程度也會跟著加劇。
9歲時隨同傑克來到佛夏村，並和魯夫結識成為玩伴，由於性格上的衝突兩人經常比賽，他們之間的友誼也開始發展。某次離開佛夏村，與魯夫分道揚鑣後，來到艾利吉亞時因為發生一起大事件導致王國滅亡，而被傑克留在艾利吉亞。
在《紅髮歌姬》中，將首次舉行演唱會，也是初次在公眾面前現場表演。

## 迴響

### 人氣
在2022年「網路流行語100」中為第一名。